# Szabó Péter Gábor (matematikus)
Szabó Péter Gábor (Baja, 1974. augusztus 12. –) matematikus, matematikatörténész, egyetemi docens.

## Életpályája
Egyetemi tanulmányait Szegeden végezte, 1997-ben diplomázott. 2006-ban doktorált a Szegedi Tudományegyetemen Egybevágó körök pakolásai négyzetben – korlátok, ismétlődő minták és minimálpolinomok című dolgozatával. 2023-ig ugyanott adjunktus, jelenleg docens a Számítógépes Optimalizálás Tanszékén, ahol a Nemlineáris programozás, Információs társadalom alapismeretek, Közelítő és szimbolikus számítások, Operációkutatás, Bevezetés az intervallum-analízisbe című tárgyakat oktatja. 2021 decemberében habilitált.

## Munkássága
Kutatási területei: a magyarországi matematika és informatika története, nemlineáris programozás, körpakolások és fedések.
Jelentős matematikatörténeti cikkeket és könyveket írt.

### Könyvei
- KALMÁRIUM, Kalmár László levelezése magyar matematikusokkal, Összeáll.: Szabó P. G., Szeged, 2005. Polygon. 476 p.
- P. G. Szabó, M. Cs. Markót, T. Csendes, E. Specht, L. G. Casado, I. García: New Approaches to Circle Packing in a Square With Program Codes, Springer Optimization and Its Applications, Vol. 6, New York. 2007. Springer. 238 p. (Book+CD ROM)
- Nemlineáris programozás, Szeged, 2007. Polygon. 124 p.
- KALMÁRIUM II., Kalmár László levelezése magyar matematikusokkal, Összeáll.: Szabó P. G., Szeged, 2008. Polygon. 424 p.
- A matematikus Riesz testvérek, Válogatás Riesz Frigyes és Riesz Marcell levelezéséből, Magyar Tudománytörténeti Szemle Könyvtára 59, Budapest, 2010. Magyar Tudománytörténeti Intézet. 391, [4] p.
- Kiváló tisztelettel, Fejér Lipót és a Riesz testvérek levelezése magyar matematikusokkal, Magyar Tudománytörténeti Szemle Könyvtára 86, Budapest, 2011. Magyar Tudománytörténeti Intézet. 193 p.
- Dialógusok egy matematikusról. Rényi Alfréd emberi portréja barátai s egykori tanítványai visszaemlékezésének tükrében; interjúk Rényi Zsuzsanna, sajtó alá rend. Szabó Péter Gábor; Szegedi Egyetemi–Polygon, Szeged, 2013 (Polygon könyvtár)
- Szent-Györgyi lovon? Válogatás a Szegedi Tudományegyetem Természettudományi és Informatikai Karának anekdotakincséből; összeáll., szerk. Szabó Péter Gábor; SZTE TTIK, Szeged, 2014
- Legtisztább boldogság. Művelődéstörténeti kalandozás Bolyai Farkas és Bolyai János világában. Vekerdi László Bolyai-színművével és Dávid Lajos két matematikai kéziratával, Magyar Tudománytörténeti és Egészségtudományi Intézet, Budapest, 2018.
- Farkas Katalin, Kalmár Éva, Szabó P. G.: Kalmár László matematikus Kínában. A magyar-kínai matematikai kapcsolatok kezdetei. Kiállítási vezető és tanulmánykötet. Képek és tanulmányok. (szerk.  Szabó P. G.) Angol és kínai nyelvű összefoglalóval. Szeged, 2019. Klebelsberg Könyvtár. 46 o.

### Tudományos cikkei (válogatás)
- Szabó, P. G.: A Nonlinear Programming Case Study to a Sensor Location Problem. In: Proceedings of the International Conference on Computer Systems and Technologies and Workshop for PhD Students in Computing, CompSysTech'09, (18–19 June 2009, Ruse, Bulgaria), Ed. by B. Rachev and A. Smrikarov, 2009, IIIB. 11-1-6. (ACM International Conference Proceeding Series Vol. 433)
- Szabó Péter Gábor; Markót Mihály Csaba; Csendes Tibor: Global optimization in geometry – circle packing into the square. Audet, Charles (ed.) et al., Essays and surveys in global optimization. New York, NY: Springer (ISBN 0-387-25569-9/hbk). GERAD 25th Anniversary Series 7, 233–265 (2005).
- Szabó Péter Gábor: Optimal substructures in optimal and approximate circle packings. Beitr. Algebra Geom. 46, No. 1, 103–118 (2005).
- Szabó, P. G.: Some New Structures for the "Equal Circles Packing in a Square" Problem, Central European Journal of Operations Research, Special issue: Proceedings of the XXIV. Hungarian Operations Research Conference 8 (2000) No. 1. pp. 79–91.

### Tudománytörténeti cikkei (válogatás)
- Szabó P. G.: Az újkori matematika és fizika megszületése. Vekerdi László tanulmánykötetéről, Természet Világa 142 (2011) No. 4., pp. 165–168.
- Szabó Péter Gábor: On the roots of the trinomial equation. CEJOR, Cent. Eur. J. Oper. Res. 18, No. 1, 97–104 (2010).
- Szabó Péter Gábor: Egy adalék a nemlineáris optimalizálás történeti előzményeihez. Alkalmazott Mat. Lapok, 26, No. 1, 81–96 (2009).
- Kiss E., Szabó P. G.: A matematikai analízis problémái a két Bolyai kéziratos hagyatékában, Matematikai Lapok 16 (2010) 2. szám, pp. 7–17.
- Szabó P. G. - Oláh-Gál R.: Bolyai Farkas kézirata a kockakettőzés problémájáról, Matematikai Lapok 16 (2010) 2. szám, pp. 38–48.
- Szabó P. G.: Bolyai János bűvös négyzetének egy általánosításáról, Matematikai Lapok 16 (2010) 2. szám, pp. 49–53.
- Szabó P. G.: A Ferenc József Tudományegyetem Szegeden (1921-1940), Műszaki Szemle - Historia Scientiarum 6., 2009, 46. szám, pp. 34–38. Online hozzáférés
- „Olyan szép az életem, mint egy tündérmese” A Dirac házaspár budapesti látogatása 1937-ben, Természet Világa, 2010. szept. Online hozzáférés
- Kerekező Bolyaiak? Történetek a kerékpározás erdélyi kezdeteiről, Népújság, 2020. augusztus 27. Online hozzáférés,
- Elveszett Bolyai-relikviák nyomában: Bolyai János hegedűje, Haladvány Kiadvány,  2023. december 12.  Online hozzáférés és  Érintő (Elektronikus Matematikai Lapok), 2024. március, Online hozzáférés

### Díjak
- Best talk of Section Award (2000, CSCS Conference, Szeged)
- Farkas Gyula-díj (2006, Bolyai János Matematikai Társulat, Budapest)
- Crystal Prize "The best paper" (2009, CompSysTech'09 Conference, Rusze, Bulgária)
- Magyar Felsőoktatásért Emlékplakett (2010, Oktatási és Kulturális Miniszter, Budapest)
- Bolyai János-medál (Széchenyi Kinga emlékérme) (2010, Bolyai János-emlékkonferencia, Budapest-Marosvásárhely)
- Neumann-díj (2021, Neumann János Számítógép-tudományi Társaság, Budapest)